# Xenylla humicola
Xenylla humicola är en urinsektsart som först beskrevs av Fabricius 1780.  Xenylla humicola ingår i släktet Xenylla och familjen Hypogastruridae. Arten är reproducerande i Sverige. Inga underarter finns listade i Catalogue of Life.